# Santa Cruz da Estrela
Santa Cruz da Estrela é um distrito do município brasileiro de Santa Rita do Passa Quatro, que integra a Região Metropolitana de Ribeirão Preto, no interior do estado de São Paulo.

## História

### Origem
O ano de 1894 marca a doação do terreno para o patrimônio público e sua fundação, que deu-se por meio de José Gomes de Oliveira, Manoel Fernandes Rezende e Eugênio Anacleto Rodrigues Dias.

### Formação administrativa
- Distrito policial de Santa Cruz da Boa Vista criado em 09/06/1894 no município de Santa Rita do Passa Quatro[4][5].
- Distrito criado pela Lei nº 493 de 28/04/1897, com as divisas do distrito policial de Santa Cruz da Boa Vista e com o nome de Santa Cruz da Estrela[6].
- Decreto n° 9.775 de 30/11/1938 - Altera a denominação para Estrela[7].
- Decreto-Lei n° 14.334 de 30/11/1944 - Altera a denominação para Jacirendi[8].
- Lei nº 8 de 31/08/1972 - Altera a denominação para Santa Cruz da Estrela[9].

### Pedido de emancipação
O distrito tentou a emancipação político-administrativa e ser elevado à município, através de processo que deu entrada na Assembléia Legislativa do Estado de São Paulo no ano de 1963, mas como não atendia os requisitos necessários exigidos por lei para tal finalidade, o processo foi arquivado.

## Geografia

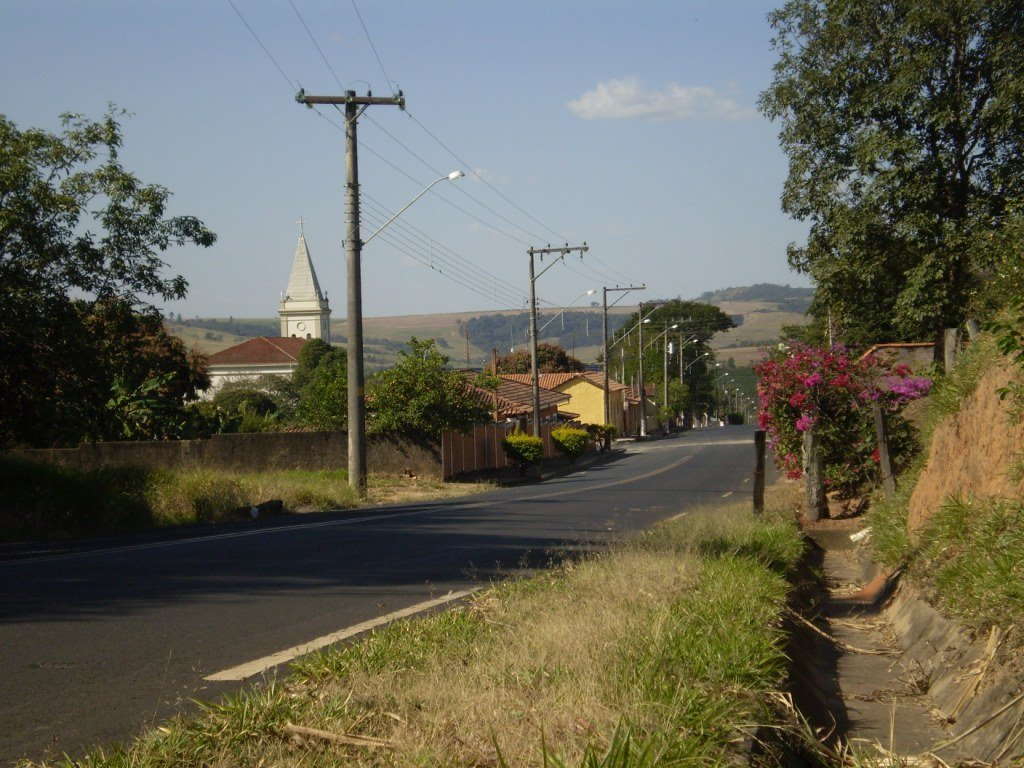
Entrada do distrito.

### Localização
Está localizado a 18 km do núcleo urbano do município.

### Demografia

#### População urbana
| Crescimento população urbana | Crescimento população urbana | Crescimento população urbana | Crescimento população urbana |
| Censo                        | Pop.                         |                              | %±                           |
| ---------------------------- | ---------------------------- | ---------------------------- | ---------------------------- |
| 1934                         | 355                          |                              |                              |
| 1940                         | 250                          |                              | −29,6%                       |
| 1950                         | 194                          |                              | −22,4%                       |
| 1960                         | 236                          |                              | 21,6%                        |
| 1970                         | 340                          |                              | 44,1%                        |
| 1980                         | 477                          |                              | 40,3%                        |
| 1991                         | 654                          |                              | 37,1%                        |
| 2000                         | 584                          |                              | −10,7%                       |
| 2010                         | 523                          |                              | −10,4%                       |
| Fonte: IBGE e Fundação SEADE |                              |                              |                              |

#### População total
Pelo Censo 2010 (IBGE) a população total do distrito era de 905 habitantes.

### Área territorial
A área territorial do distrito é de 91,345 km².

### Rodovias
O acesso à Santa Cruz da Estrela é feito pelas estradas vicinais que ligam o distrito às cidades de Santa Rita do Passa Quatro, Porto Ferreira e Tambaú.

## Serviços públicos

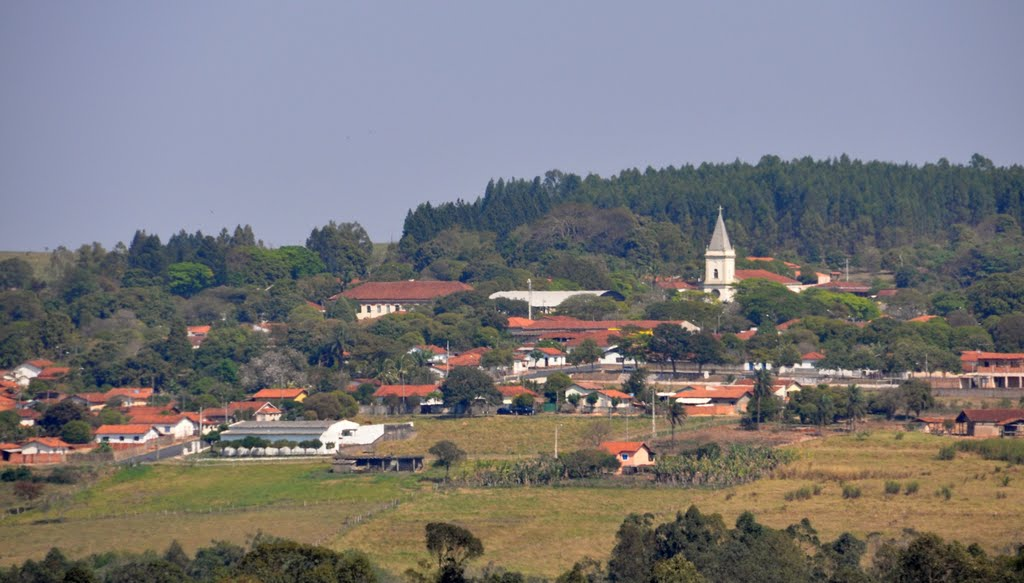
Vista de Santa Cruz da Estrela.

### Registro civil
Atualmente é feito na sede do município, pois o Cartório de Registro Civil das Pessoas Naturais do distrito foi extinto pelo  Tribunal de Justiça do Estado de São Paulo, e seu acervo foi recolhido ao cartório do distrito sede.

### Saneamento
O serviço de abastecimento de água é feito pela Companhia Águas de Santa Rita (COMASA).

### Energia
A responsável pelo abastecimento de energia elétrica é a Neoenergia Elektro, antiga CESP.

### Telecomunicações
O distrito era atendido pela Telecomunicações de São Paulo (TELESP), que inaugurou a central telefônica utilizada até os dias atuais. Em 1998 esta empresa foi vendida para a Telefônica, que em 2012 adotou a marca Vivo para suas operações.

## Religião
O Cristianismo se faz presente no distrito da seguinte forma:

### Igreja Católica
- A igreja faz parte da Arquidiocese de Ribeirão Preto[22].

### Igrejas Evangélicas
- Congregação Cristã no Brasil[23].